# Лерой Жорж
Лерой Жорж (нід. Leroy George, нар. 21 квітня 1987, Парамарибо) — нідерландський та суринамський футболіст, нападник клубу «Карабах».
Виступав, зокрема, за клуби «Утрехт» та «Неймеген», а також національну збірну Суринаму.

## Клубна кар'єра
У дорослому футболі дебютував 2006 року виступами за команду клубу «Утрехт», в якій провів чотири сезони, взявши участь у 73 матчах чемпіонату. 
Своєю грою за цю команду привернув увагу представників тренерського штабу клубу «Неймеген», до складу якого приєднався 2010 року. Відіграв за команду з Неймегена наступні три сезони своєї ігрової кар'єри. Більшість часу, проведеного у складі «Неймегена», був основним гравцем атакувальної ланки команди.
До складу клубу «Карабах» приєднався 2013 року. Відтоді встиг відіграти за команду з Агдама 33 матчі в національному чемпіонаті.

## Виступи за збірні
У 2007 році залучався до складу молодіжної збірної Нідерландів. На молодіжному рівні зіграв у 2 офіційних матчах.
У 2009 році дебютував в офіційних матчах у складі національної збірної Суринаму. Наразі провів у формі головної команди країни 1 матч.

## Титули і досягнення
- Чемпіон Азербайджану (1):

«Карабах»:  2013–14